# Ueberstrass
Ueberstrass é uma comuna francesa na região administrativa de Grande Leste, no departamento Alto Reno. Estende-se por uma área de 5,13 km². Em 2010 a comuna tinha 388 habitantes (densidade: 75,6 hab./km²).